# 黃瀞怡
黃瀞怡（1989年2月27日—），台灣女藝人，藝名小薰，出身於台灣桃園市石門水庫中間的仙島（復興區），為泰雅族原住民，家裡開活魚餐廳，直到就讀國中才遷至龍潭區市區。2005年因參演電視節目《我愛黑澀會》成名，被選為第一批出道的女團組合黑Girl（前稱 黑澀會美眉）成員之一。解散後往電視劇和電影圈發展。
2013年，她以《我租了一個情人》入圍第48屆電視金鐘獎最佳女配角，2016年以電影《只要我長大》獲得第18屆台北電影節最佳新演員獎，2019年則藉電影《寒單》入圍第21屆台北電影獎最佳女配角，2020年則以公視短片《無塵之地》獲得第42屆金穗獎最佳女演員，這也是她首次獲得影后。2021年以《大債時代》獲第56屆金鐘獎迷你劇集（電視電影）女配角獎。2024年以大愛《打怪任務》獲第29屆亞洲電視大獎（Asian Television Awards, ATA）最佳女配角獎。
經紀合約期滿後，自組個人「瀞擎藝術工作室」。出道至今小薰以個人名義參演多部偶像劇，主要參演影視戲劇，亦為黑Girl組合中第一位拍攝個人戲劇的成員。
爺爺為已故泰雅族口述傳統保存者黃榮泉（泰雅族的姓名：Masa Tohui），曾獲頒總統褒揚令及原住民族三等專業獎章。

## 经历

### 2000年代：出道、主演電視劇《18禁不禁》
2005年8月，因参加現被譽為「台灣最成功女子選秀節目」《我愛黑澀會》而出道。
因態度認真、自然、表現亮眼而入選，之後在《我愛黑澀會》中因表現亮眼被選中為第一批正式出道的九位黑Girl成員之一，同時亦為子組合甜心轟炸機成員之一，外號氣質美眉。2006年5月，《我爱黑涩会》發行的第一張EP(HipHop单曲)《我愛黑澀會美眉》當時成為台灣「最貴的一張僅單曲專輯」。
2007年3月，出席与阿本、張家寧、周曉涵、唐以菲、翼勢力小草、翼勢力丫美、地球主演電視劇《18禁不禁》 ，隨後與阿本錄製電視劇片尾曲《甜甜圈》
2008年黑澀會美眉（九妞妞）與福茂唱片的合約期滿後，轉到華納音樂旗下，改名為黑Girl并发行《黑Girl首張同名專輯》；同年參與電視劇《翻滾吧！蛋炒飯》，與汪東城、卓文萱、唐禹哲合作，並飾演個性嗆辣的哇莎米；接著主演校園武俠劇《黑糖群俠傳》，第二部電視劇《黑糖群俠傳》這部偶像劇並未像《黑糖瑪奇朵》一樣採用Lollipop棒棒堂及黑Girl（八妞妞）的全員一起拍攝，Lollipop棒棒堂主要參與成員有王子、小煜和阿緯，而黑Girl的主要參與成員有小薰、丫頭、小蠻和MeiMei。其他Lollipop棒棒堂及黑Girl成員則只是客串演出，《黑糖群俠傳》为黑糖系列第二部，並演唱電視劇主題曲〈Dear Baby〉。

### 2010年代：入圍電視金鐘獎、成立工作室、入圍台北電影獎
2010年與賀軍翔、王心凌等主演偶像剧《美樂。加油》。
2011年正式跟藝房紫傳播有限公司簽約，成為房祖名的旗下藝人，並以黑Girl名字重返樂壇。
2012年在第16屆全球華語音樂榜中榜頒獎典禮上獲得「最佳新晋组合奖」。
2013年9月憑藉與宥勝、許瑋甯、柯有倫、李康宜領銜主演的《我租了一個情人》榮獲電視金鐘獎最佳女配角提名。
2014年2月，電視劇三立都會台《女人30情定水舞間》中超齡演出飾演夏之勤，與李維維、洪小鈴、邱凱偉、唐禹哲、張翰共同擔綱男女主角，劇中「艾勤」配對頗受劇迷喜愛，這也是她和唐禹哲的第二次戲劇合作。12月開拍三立都會台《我的寶貝四千金》，與洪小鈴、修傑楷、曾之喬、謝佳見、周群達、方志友、李運慶領銜主演，在劇中飾演黎家3千金(三女兒)工作狂黎清清，劇情中後因愛上老闆徐季寬而被譽為「地獄組」。
2016年3月，電影《只要我長大》於18日上映，在劇中飾演女主角拉娃，並以此片獲得第18屆台北電影節《最佳新演員獎》；此外還角逐《最佳女主角獎》。此片也代表台灣角逐第89屆奧斯卡最佳外語片。
2018年年初，成立自己工作室命名為「瀞擎藝術工作室」。2019年5月，以電影《寒單》入圍第21屆台北電影獎最佳女配角獎。

### 2020年：獲得金穗獎最佳女演員、入圍電視金鐘獎
3月，「76号恐怖書店之恐懼罐頭」-《租屋》myVideo上架。以公視學生劇展《無塵之地》榮獲金穗獎個人單項表現最佳女演員。
5月，公視迷你劇集《大債時代》開拍。8月，電視電影《追兇500天》myVideo上架，並以此片入圍第55屆金鐘獎迷你劇集最佳女主角獎。
10月，參與動力火車《跳上車子離開傷心的台北》、Supper Moment《Yes I Do》mv拍攝。12月，電影《哈勇他們家》開拍。

### 2021年: 獲得金鐘獎迷你劇集（電視電影）女配角獎
2月，參與棉花糖 (組合)《我常常想起你》、《我們來拍張照》mv拍攝。
3月，HBO Asia自製影集《亞洲怪談2 : 送煞》開拍。
8月，公視學生劇展《暗夜計程車》開拍。
10月，以公視《大債時代》獲第56屆金鐘獎迷你劇集（電視電影）女配角獎。
11月，參與華視《最佳利益2 - 決戰利益》拍攝。
12月，東森迷你劇集《額外旅程》開拍。電影《鬼天廈》開拍

## 感情生活
2019年4月和男演員鄭人碩認愛

## 音樂作品

### 原聲帶
| 唱片資料                                                                                              | 曲目                                                                          |
| --- | ----------------------------------------------------------------------------- |
| 18禁不禁影音全紀錄 (CD+DVD) - 發行日期：2007年5月15日 - 唱片公司：種子音樂                            | 1. 甜甜圈 Sweet Sweet Circle (與阿本合唱)                                     |
| 黑糖群俠傳電視原聲帶 (CD) - 發行日期：2008年10月3日 - 唱片公司：金牌大風 - 參與成員：丫頭、小薰、小蠻 | 1. Dear Baby（黑Girl-小薰、丫頭、小蠻 & Lollipop棒棒堂-小煜、阿緯、王子合唱） |

### 電影主題曲
| 歌曲名稱 | 電影         | 合唱者        |
| 哪個     | 《寶島雙雄》 | 房祖名+黑Girl |

### 線上遊戲主題曲
| 歌曲名稱       | 網路遊戲     | 備註                                   |
| 是情人也是朋友 | 《圣境传说》 | 收錄於黑Girl首張同名EP《Hey Girl》歌曲 |

### 合作歌曲
| 歌曲     | 合唱者 | 主題                       |
| Ben 10   | 大牙、MeiMei、丫頭、小蠻 | 卡通《Ben 10》台灣區主題曲 |
| 甜甜圈   | 阿本 | 18禁不禁片尾曲             |
| 相親相愛 | 黑Girl（八妞妞）、薛凱琪、F.I.R、方大同、辛曉琪 蕭敬騰、郭采潔、183Club、七朵花、金海心、老狼 徐若瑄、張菲、郭美美、蔡淳佳、陳偉聯 | 四川賑災歌曲               |
| 尋光者   | Sam Lin |                            |

## 演出作品

### 電視劇
| 年份   | 播出頻道                      | 劇名                            | 飾演                         |
| 2006年 | 衛視中文台                    | 《驚異傳奇》之鬼計              | 佩如                         |
| 2006年 | 衛視中文台                    | 《天使情人》                    | 林芳華（年輕）               |
| 2007年 | 中視、八大                    | 《18禁不禁》                    | 夏念喬                       |
| 2007年 | 民視、衛視中文台              | 《黑糖瑪奇朵》                  | 安柏薰（小薰）               |
| 2008年 | 中視、八大                    | 《翻滾吧！蛋炒飯》              | 哇莎米                       |
| 2008年 | 衛視中文台                    | 《黑糖群俠傳》                  | 任瑩瑩                       |
| 2011年 | 超視                          | 《33故事館之妹妹情人夢》        | 嘉榆                         |
| 2011年 | 台視、三立都會台              | 《醉後決定愛上你》              | 電視節目《綜藝麻辣鍋》主持人 |
| 2011年 | 民視                          | 《新兵日記之特戰英雄》          | 吳君鳳                       |
| 2011年 | 中視、八大綜合台              | 《美樂。加油》                  | 韓以霏                       |
| 2012年 | 台視                          | 《花是愛》                      | 王雪芙                       |
| 2012年 | 台視、 三立都會台、東森綜合台 | 《我租了一個情人》              | 趙珊珊                       |
| 2013年 | 華視                          | 《莒光園地 法制單元劇「心念」》 | 佳佳                         |
| 2014年 | 三立都會台、東森綜合台        | 《女人30情定水舞間》            | 夏之勤                       |
| 2014年 | 三立都會台、東森綜合台        | 《我的寶貝四千金》              | 黎清清                       |
| 2015年 | 三立都會台、東森綜合台        | 《戀愛鄰距離》                  | 洪千慧Vivian                 |
| 2016年 | 中視、中天娛樂台              | 《多桑の純萃年代》              | 葉心語                       |
| 2017年 | 三立都會台、東森綜合台        | 《只為你停留》                  | 蘇亮                         |
| 2017年 | 台視、三立都會台              | 《已讀不回的戀人》              | 宋薇薇                       |
| 2019年 | TVBS歡樂台                    | 《天堂的微笑》                  | 呂宜人                       |
| 2020年 | 三立都會台                    | 《我的青春沒在怕》              | 丁小柔Zoe(客串) 戴文柔       |
| 2022年 | Disney+                       | 《台北女子圖鑑》                | 陳南妻子                     |
| 2023年 | 公視、八大戲劇台              | 《最佳利益3－最終利益》         | 鍾悅寧                       |
| 2024年 | 大愛電視台                    | 《打怪任務》                    | 蔡欣妤                       |
| 2024年 | 東森戲劇台、公視+             | 《生命捕手2》                   | 林玟慈                       |
| 2025年 | 公視                          | 《死了一個娛樂女記者之後》      | Mina                         |
| 2025年 | GOOD TV                       | 《幸福宅一起》                  |                              |
| 2025年 | 大愛電視台                    | 《假日到山裏來看你》            | 柿子媽媽                     |

### 微電影/短片
| 日期          | 劇名                                | 飾演   |
| 2012年3月22日 | 聖境傳說                            | 賽車手 |
| 2020年3月15日 | 「76号恐怖書店之恐懼罐頭」-《租屋》 | 阿蘋   |
| 2022年11月5日 | 《苦瓜》                            | 小珍   |
| 2024年        | 《五花肉》                          |        |

### 迷你劇集/電視電影
| 年份           | 播出頻道            | 劇名                     | 飾演         |
| 2019年3月31日  | 公視                | 學生劇展－《無塵之地》   | 李鳳樓       |
| 2020年8月28日  | MyVideo             | 追兇500天                | 林美茹       |
| 2021年1月2日   | 公視                | 大債時代                 | 蔡純珊       |
| 2021年11月14日 | HBO Asia            | 亞洲怪談2 : 送煞         | 朱慧慈       |
| 2022年4月10日  | 公視                | 學生劇展－《暗夜計程車》 | 王欣(伊霧努) |
| 2022年9月25日  | 東森戲劇台、MyVideo | 額外旅程                 | 謝寶芳       |
| 2022年10月14日 | LINE TV             | 我的牙想你               | 白晴         |

### 電影
| 日期                  | 劇名                         | 飾演             |
| 2012年5月11日         | 白天的星星                   | 莉慕伊           |
| 2012年6月5日          | 寶島雙雄                     | 女保安           |
| 2013年9月18日         | 一座城池                     | 永久妹妹         |
| 2016年3月18日         | 只要我長大                   | 拉娃老師（陳瀞） |
| 2018年9月7日          | 山的那一邊                   | 巡山員心嵐       |
| 2019年1月23日         | 寒單                         | 蘇奈             |
| 2019年9月5日          | 綁靈                         | 方小姐           |
| 2021年3月12日         | 揭大歡喜                     | 仙女             |
| 2022年3月25日         | 野夏天                       | 孟瑜             |
| 2022年11月11日        | 哈勇家                       | 尤莉             |
| 2024年4月19日         | 鬼天廈                       | 曉晴             |
| 2024年11月15日        | 餘燼                         | 莫子凡母         |
| 2024年                | 怎麼可能我家的祖先是你家的鬼 | 張心嵐           |
| 檔期待定 （拍攝完畢） | 了不起的周先生               | 楊蕊             |

### 音樂錄影帶
| 年份   | 日期     | 曲名                                    | 收錄專輯              | 歌手          |
| 2007年 | 05月15日 | 甜甜圈                                  | 18禁不禁電視原聲帶    | 黃瀞怡、阿本  |
| 2008年 | 11月14日 | 慢半拍                                  | 倫語錄 Wish Your Love | 黃靖倫        |
| 2012年 | 10月30日 | 操場上的夏天、眼淚                      | 獨奏者的秘密          | 薛嘯秋        |
| 2018年 | 03月27日 | 華語串燒甜蜜組曲 （页面存档备份，存于） |                       | Sam Lin       |
| 2019年 | 10月16日 | 最好的朋友                              |                       | 郭信然        |
| 2019年 | 12月2日  | 一個幸福的吻                            |                       | 古曜威        |
| 2020年 | 11月3日  | 跳上車子離開傷心的台北                  | 都是因為愛            | 動力火車      |
| 2020年 | 12月21日 | Yes I Do                                | Everything Is You     | Supper Moment |
| 2021年 | 3月26日  | 我常常想起你                            | 一切都是為了與你相遇  | 棉花糖        |
| 2021年 | 4月16日  | 我們來拍張照                            | 一切都是為了與你相遇  | 棉花糖        |

### 舞台劇
| 日期                | 劇名             | 飾演 | 合作演員 | 性質   | 演出地點           | 介紹 |
| ------------------- | ---------------- | ---- | -------- | ------ | ------------------ | --- |
| 2013年12月20日-22日 | 愛Love在百合花園 | Lily | 張愛平   | 女主角 | 桃園縣大溪榮美教會 | 講述一位被父親狠狠遺棄的女孩，在百合花園中如何經歷人生中最混亂的低潮；又如何在百合花園中重燃盼望，找回真愛 |
| 2025年10月3日-5日   | 腦內失控的iTunes |      |          |        |                    | |

## 其他作品

### 書籍/影音
- 《黑糖群俠傳電視小說》（與丫頭、小蠻、MeiMei）
- 《黑糖群俠傳寫真秘笈》（與丫頭、小蠻、MeiMei）
- 《18禁不禁電視小說》
- 《翻滾吧！蛋炒飯電視小說》
- 《Hey Girl Friend》（與Apple、大牙、MeiMei、丫頭、小婕）
- 《美樂加油電視寫真書》
- 《美樂加油影音DVD》
- 《我租了一個情人影音DVD》

## 電視节目
| 日期                   | 播出頻道     | 節目名稱             |
| 2005年－2009年         | Channel V    | 我愛黑澀會           |
| 2006年－2009年         | Channel V    | 模範棒棒堂           |
| 2006年－2007年         | Channel V    | 美眉普普風           |
| 2007年－2008年         | Channel V    | 音樂飆榜             |
| 2009年－2010年         | Channel V    | 我愛黑澀棒棒堂       |
| 2010年                 | Channel V    | VJ普普風             |
| 2007年                 | TVBS歡樂台   | 美眉ㄅㄠˋㄅㄠˋ       |
| 2009年－2010年         | 衛視中文台   | 旅行應援團           |
| 2010年－2011年         | 星空衛視     | Lady呱呱（中國大陸） |
| 2012年7月16日－10月8日 | 八大綜合台   | 美眉向前行           |
| 2013年2月1日           | 壹電視綜合台 | 壹食堂               |
| 2020年12月25日         | LINE TV      | 今天誰來店           |
| 2022年3月11日          | 公視         | 阮三个3              |

## 獎項

### 團體獎項
| 年份 | 獎項                                                |
| ---- | --------------------------------------------------- |
| 2010 | - 環球紅歌盛典 - 《CCTV風雲音樂亞洲最受關注組合獎》 |
| 2012 | - 《第16屆全球华语榜中榜 - 最佳新晋组合》           |

### 個人獎項
| 年份   | 頒獎典禮           | 獎項                     | 作品                 | 角色   | 結果 |
| ------ | ------------------ | ------------------------ | -------------------- | ------ | ---- |
| 2013年 | 第48屆金鐘獎       | 戲劇節目女配角           | 《我租了一個情人》   | 趙珊珊 | 入圍 |
| 2014年 | 第3屆華劇大賞      | 最佳接吻獎               | 《女人30情定水舞間》 | 夏之勤 | 入圍 |
| 2014年 | 第3屆華劇大賞      | 最佳螢幕情侶獎           | 《女人30情定水舞間》 | 夏之勤 | 入圍 |
| 2016年 | 第18屆台北電影獎   | 最佳女主角               | 《只要我長大》       | 拉娃   | 入圍 |
| 2016年 | 第18屆台北電影獎   | 最佳新演員               | 《只要我長大》       | 拉娃   | 獲獎 |
| 2019年 | 第21屆台北電影節   | 最佳女配角               | 《寒單》             | 蘇奈   | 入圍 |
| 2020年 | 第42屆金穗獎       | 最佳女演員               | 《無塵之地》         | 李鳳樓 | 獲獎 |
| 2020年 | 第55屆金鐘獎       | 迷你劇集／電視電影女主角 | 《追兇500天》        | 林美茹 | 入圍 |
| 2021年 | 第25屆亞洲電視大獎 | 最佳女主角獎－數位類     | 《追兇500天》        | 林美茹 | 入圍 |
| 2021年 | 第2屆內容亞洲大獎  | 最佳電視節目女主角       | 《追兇500天》        | 林美茹 | 入圍 |
| 2021年 | 第56屆金鐘獎       | 迷你劇集／電視電影女配角 | 《大債時代》         | 蔡純珊 | 獲獎 |
| 2023年 | 第25屆台北電影獎   | 最佳女配角               | 《哈勇家》           | 尤莉   | 提名 |
| 2024年 | 第29屆亞洲電視大獎 | 最佳女配角               | 《打怪任務》         | 蔡欣妤 | 獲獎 |